# Гуго Лепнурм
Гуґо Лепнурм (ест. Hugo Lepnurm, 31 жовтня 1914, Куусалу — 15 лютого 1999, Таллінн) — естонський органіст, композитор. Учень М. Дюпре та А. Каппа. Викладач Естонської музичної академії та консерваторії. Там створив власну школу органістів. Теоретик органобудування. Виконавець музики Й. Баха, інструментальної музики доби європейського бароко.

## Біографія
Під час Другої Світової війни в зоні совітської окупації 1942 року ввійшов до створеного в м. Ярославль (РФ) Естонського художнього ансамблю.
1983 — всесоюзна студія «Мелодія» видала платівку Лепнурма «Органи Естонії».
Гуґо Лепнурм — автор фундаментальної монографії «Історія органа та органної музики», яку перекладено великоруською мовою і видано Татарстанською (Казанською) консерваторією (1999).

## Зв'язки з Україною
Лепнурм — наставник українського органіста Володимира Хромченка, який закінчив Талліннську консерваторію за класом органу. Із творчістю Лепнурма добре знайомий український композитор Орест Коваль. Також разом з українською віолончелісткою естонського походження Маргаритою Ансталь Лепнурм створив дует, в якому виступав у Домському соборі Таллінна та соборі Ніґулісте.

## Нагороди
- Лауреат премії Фонду відкритої Естонії (Avatud Eesti Fond)